# 미국인 친구
"미국인 친구"는 2014년에 개봉한 대한민국의 영화이다.

## 캐스팅
- 남성진 : 피터 역
- 황금희 : 지윤 역
- 배정화 : 혜진 역
- 한범희 : 영철 역
- 허성수 : 레이정 역
- 김희진 : 정희경 작가 역
- 홍지연 : 리포터  역
- 마츠오카 테츠나가 : 하토야마 신지 역
- 최승미 : 가방 든 여자 역
- 이지선 : 죽은 여자 역
- 이미경 : 청소아줌마 역
- 남궁부 : 레스토랑 매니저 역
- 서광욱 : 엘리베이터 안 남자 1 역
- 오종욱 : 엘리베이터 안 남자 2 역
- 정상철 (우정출연)
- 박광수 (우정출연)
- 이경 (우정출연)